# Юридичний обов'язок
Юриди́чний обо́в'язок — міра необхідної поведінки особи. Це об'єктивно необхідна та можлива поведінка, котра забезпечує реальність можливостей, наданих суспільством та державою індивіду.

## Зміст юридичного обов'язку
Зміст юридичного обов'язку складають варіанти необхідної поведінки, що слугують гарантією використання наданих суб'єктам можливостей.
Структуру юридичного обов'язку складають чотири елементи:
1. необхідність здійснення певних дій або утримання від них;
2. необхідність суб'єкта відреагувати на законні вимоги, які були звернені до нього управненою стороною;
3. необхідність не перешкоджати контрагенту користуватися тим благом, на яке він має право;
4. необхідність нести відповідальність за невиконання цих вимог.